# 羅拔·安東尼·斯諾
羅伯特·安東尼·斯諾（英語：Robert Anthony Snow，1955年6月1日—2008年7月12日），美國政治家、專欄作家、時事評論員、第二十五任白宫新闻秘书。
斯諾曾短暫加盟過美國有線電視新聞網作時事評論員。他還發表了幾個重要的演講，其中包括在2007年和2008年間保守政治行動會議的政策演說。

## 生平
- 1955年6月1日，羅伯特·斯諾在美國肯塔基州伯里亞出生。
- 2005年2月，羅伯特·斯諾證實患上了大腸癌，並在同年4月接受手術。[參⁠ 2][參⁠ 3]
- 2008年7月12日，羅伯特·斯諾因大腸癌在華盛頓哥倫比亞特區佐治城大學醫院（英语：MedStar Georgetown University Hospital）中逝世，終年53歲。

## 外部連結
- President Announces Tony Snow as Press Secretary （页面存档备份，存于）, White House news release
- Tony Snow 1995 lecture （页面存档备份，存于）, the John M. Ashbrook Center for Public Affairs at 愛許蘭大學
- Cancer's Unexpected Blessing （页面存档备份，存于） by Tony Snow at Christianity Today （页面存档备份，存于）
- 在Find a Grave上的羅拔·安東尼·斯諾
- C-SPAN內的頁面（英文）

| 媒體職務                 | 媒體職務                        | 媒體職務                 |
| ------------------------ | ------------------------------- | ------------------------ |
| 新頭銜                   | 霍士週日新聞主播 1996年－2003年 | 繼任者： 基斯杜化·華萊士 |
| 官衔                     |                                 |                          |
| 前任者： 斯科特·麥克拉倫 | 白宮新聞秘書 2006年－2007年     | 繼任者： 達娜·佩里諾     |